# Уизерс, Одри
Элизабет Одри Уизерс (англ. Audrey Withers; 28 марта 1905, Хейл, Чешир — 26 октября 2001, Лондон) — английская журналистка, активный член Совета по промышленному дизайну, редактор британского Vogue с 1940 по 1960 год, автор книги «Дворцы Ленинграда» (1973) и автобиографии.

## Биография
Уизерс родилась в Хейле, графство Ланкашир, в семье Перси Уизерса (1867—1945), врача и писателя и Мэри Уолли Саммерс (1870—1947). Её мать, потерявшая обоих родителей в раннем возрасте, принадлежала к семье, владевшей компанией John Summers & Sons, управлявшей сталелитейным заводом в Виррале, и сама была выпускницей Сомервильского колледжа в Оксфорде. Вскоре семья переехала в Озёрный край, где Уизерс росла со старшей сестрой и младшим братом на берегу Деруэнт-Уотер. Домашнее образование девочкам дала гувернантка. У Перси Уизерса был обширный круг друзей-литераторов, в том числе поэт-лауреат Роберт Бриджес и художник Пол Нэш.
Окончила школу Сент-Леонардс, Сент-Эндрюсского университета, затем поступила в Сомервиль-колледж, где училась и её мать, окончила Оксфорд в 1927 году со второй степенью по философии, политике и экономике.
Надеясь сделать карьеру в издательском деле, Уизерс устроилась на работу в лондонский книжный магазин J. and E. Bumpus, затем работала в рекламном отделе книжного издательства. Во время Великой депрессии она потеряла работу и несколько месяцев была безработной, в течение которых жила на пособие в 2 фунта в неделю от дяди. Это вызвало у неё симпатию к левым политикам, и она была сторонницей лейбористов большую часть жизни, пока не присоединилась к СДП в 1980-х годах. В 1931 году получила новую работу в качестве помощника редактора в Vogue от Condé Nast. В журнале был небольшой штат сотрудников, и она быстро продвинулась по службе, так что в 1940 году Гарри Йоксалл назначил её редактором. Она также вошла в совет директоров Condé Nast.
В военные годы Condé Nast рассматривал Vogue как часть военных действий, печатая советы и информацию, часто от британских правительственных министерств. Женские журналы были влиятельными, а Vogue был любимым изданием правящего класса, что сделало Уизерс одной из самых влиятельных женщин в стране. Во время блица она напечатала культовую фотографию Сесила Битона безупречно одетой модели рядом с разрушенным бомбордировкой Темплом с надписью «Мода неразрушима». Также в 1940 году в журнале появились фотографии Терезы Бонни о женщинах и детях-беженцах из Франции.
Уизерс вступила в Лондонскую пожарную бригаду в качестве добровольца и работала водителем у старших офицеров. Она была разочарована тем, что ей не дали возможности управлять пожарными машинами, несмотря на получение прав на вождение большегрузных автомобилей. Она держала офис Vogue на Golden Square, открытым, добираясь на работу на велосипеде. Тем временем магазин Харви Николс разместил в Vogue рекламу «Специально разработанных газозащитных костюмов… из промасленного шёлка, доступных в цветах „рассветный абрикос“, „аметист“, „eau-de-nil“ и „насыщенный розовый“». Летом 1944 года американский фотограф Ли Миллер уговорила Уизерс отправить её в Нормандию для написания статьи о медсёстрах, что привлекло Vogue к настоящему освещению войны; Уизерс была поражена тем, что получила в ответ, назвав это «самым захватывающим журналистским опытом моей войны». Она позволила Миллер следить за продвижением союзников по Европе, и Миллер сообщила об освобождении Парижа и даже прислала репортаж из Бухенвальда.
После окончания войны Уизерс пропагандировала передовые идеи, и наряду с традиционным освещением вопросов красоты и моды Vogue стал публиковать статьи Симоны де Бовуар, Бертрана Рассела, Марганиты Ласки, Дилана Томаса, Кингсли Эмиса, а также работы редакторов Лесли Бланш и позже (1947—1955) Сириол Хью-Джонс. Элизабет Дэвид писала о еде, а критик Пенелопа Гиллиатт начала свою карьеру в конкурсе талантов Vogue, организованном Уизерс. Среди её фотографов были Норман Паркинсон, Антони Армстронг-Джонс и Ирвинг Пенн. Она дважды нанимала Джона Дикина в качестве штатного фотографа и дважды увольняла его. Ее личный стиль был экономным, она предпочитала сэндвичи дорогим ресторанам и автобусы такси, и она стала членом Совета промышленного дизайна.
Удивительно, но кроме шляп, Уизерс не интересовалась модой, поэтому она делегировала освещение моды другим. Позже она писала: «Я очень хорошо понимаю, что не была бы подходящим редактором Vogue в любой другой период его истории. Я прошла путь от помощника редактора до администратора, не имея никакого образования в области моды»".
Ушла с поста редактора Vogue в 1960 году, почувствовав ветер перемен.

### Личная жизнь
2 сентября 1933 года Уизерс вышла замуж за Алана Хэя Стюарта, продавца, который был сыном музыканта. Брак был бездетным и закончился разводом в 1952 году. 20 февраля 1953 года она сочеталась браком с Виктором Асариусом Кеннетом (1895—1980), фотографом русского происхождения, с которым она впервые встретилась в Нью-Йорке во время войны. Со своим вторым мужем она жила на ферме, а во время работы в Vogue делила своё время между Лондоном и деревней. После выхода на пенсию они много путешествовали, не в последнюю очередь по Советскому Союзу.
Вместе с Кеннетом выпустила книгу «Дворцы Ленинграда» (1973), плод девяти поездок в город. Они также совместно написали введение к книге «В русском стиле» (1975) под редакцией Жаклин Кеннеди Онассис. В 1980-х годах Уизерс стала волонтёром в отделе членства Социал-демократической партии Дэвида Оуэна. Через много лет после смерти мужа она опубликовала автобиографию под названием Lifespan (1994). Скончалась 26 октября 2001 года в больнице Святой Марии, Лондон, в возрасте девяноста шести лет.

## Награды
В 1954 году Уизерс было пожаловано звание офицера Ордена Британской империи.
В 1961 году она также получила медаль «К двухсотлетию Королевского общества искусств» — награду, присуждаемую «человеку, который, не будучи промышленным дизайнером, с большим успехом применил искусство и дизайн в качестве инструментов гражданских инноваций».